# Gästriklands runinskrifter 22
Gästriklands runinskrifter 22, med signum Gs 22, är ett vikingatida runstensfragment av mörkröd gävlesandsten som hittades i Berg, Hamrånge socken och Gävle kommun. Fragmentet är 0,35 x 0,32 x 0,45 meter. Runhöjden är cirka 6 centimeter. Gs 22 förvaras på SHM.

## Inskriften
Translitterering av runraden:
...i : rastu : st... ...
Normalisering till runsvenska:
... ræistu st[æin] ...
Översättning till nusvenska:
... reste stenen ...